# Горобії (Полтавський район)
Горобії́ — село в Україні, у Зіньківській міській громаді Полтавського району Полтавської області. Населення становить 95 осіб.

## Географія
Село Горобії примикає до села Бобрівник, на відстані 0,5 км розташовані села Переліски та Соколівщина, за 3 км — місто Зіньків.

## Населення

### Мова
Розподіл населення за рідною мовою за даними перепису 2001 року:
| Мова       | Кількість | Відсоток |
| ---------- | --------- | -------- |
| українська | 90        | 94.74%   |
| російська  | 5         | 5.26%    |
| Усього     | 95        | 100%     |

## Історія
12 червня 2020 року, відповідно до розпорядження Кабінету Міністрів України № 721-р «Про визначення адміністративних центрів та затвердження територій територіальних громад Полтавської області», село увійшло до складу Зіньківської міської громади.
19 липня 2020 року, в результаті адміністративно - територіальної реформи та ліквідації Зіньківського району, село увійшло до складу новоутвореного Полтавського району Полтавської області.